# 中野清 (政治家)
中野 清（なかの きよし、1936年1月1日 - ）は、日本の政治家。自由民主党所属の元衆議院議員（4期）。

## 経歴
1971年、保守系無所属の川越市議会議員として立候補し、市議会議員を連続2期務める。当時の埼玉県議会議員（川越市選出）であった舟橋功一が衆議院選挙出馬時の川越市選挙対策責任者を担当した。舟橋が衆議院選挙落選後、支持者への相談が一切ないまま自由民主党を離党し新自由クラブへ入党したため、中野は舟橋と袂を分かち、自身は保守系無所属の市議会議員として川越市議会副議長などを務めた。
1983年、埼玉県議会議員に初当選、連続3期トップ当選を果たした。中野本人が県議会議員であった当時の川越市を含む旧埼玉2区では、保守系候補としては自由民主党の小宮山重四郎と新自由クラブの山口敏夫がいた。当時の中選挙区下では、自民党県議団の一員として活動した。当時の自民党埼玉県議団は、山口敏男系と土屋義彦系の2派が自民党県議団を構成していたが、中野は土屋義彦系の県議として活動した。県議を辞任する当時、中野は自由民主党埼玉県支部連合会広報副部長を担当していた。
1993年の川越市長選挙に、当時の市長川合喜一の後継指名を受け、保守系無所属で立候補した。前年の1992年埼玉県知事選挙候補者選定の際に、「不退転の決意」で出馬表明した当時参議院議長の土屋義彦の出馬辞退を画策した金丸信などの一派であった山口敏夫（当時は自民党へ復党）が川越市の地盤回復を企図し、早々に支援を表明した。これに対して、小宮山は「中野は山口系市長候補」と判断し対立候補探しを行ない、過去に小宮山と衆議院選挙を戦い敗れた舟橋功一に白羽の矢を立てた為、保守勢力支持層がねじれ状態となり、川越市長選は小宮山、山口の代理戦争の様相を見せたものとなった。
その結果、自民党保守勢力一部・民社党が支持する中野と自民党保守勢力一部・社会党・共産党（表面上の支持表明はせず）が支持する舟橋という構図となった（公明党は自主投票）。結果は、わずか389票差で中野は川越市長選挙に破れた。
1996年の総選挙で埼玉7区での衆議院選挙出馬を決意。当時、自民党現職の小宮山重四郎がいたこともあり、自由民主党を離党し、新進党に入党して公認を受けての出馬となった。選挙直前に小宮山重四郎が急逝した後を継いだ自民党公認の小宮山徹を破り、衆議院議員に初当選を果たした。以後4期連続当選を果たしている。川越市政においては対立候補であった舟橋川越市長を支援している。
1997年新進党埼玉県連会長に就任、その後行われた新進党党首選では当時党首候補だった小沢一郎に党内融和の促進など5つの要請を行い埼玉県連あげて支持したが、党首選からわずか4日後に小沢一郎党首により新進党は解党への道を辿った。
1998年新進党解党後翌年、埼玉県内から選出された議員が中心となり発足した改革クラブに所属し、保守系議員として活動した。
1998年に発生した台風4号による水害に対して、激甚災害指定を取り付ける事に成功。河川激甚災害対策特別緊急事業により、新河岸川、不老川への水害対策が行われた。
2000年県議会議員時代に属していた自由民主党に復党し、同年の総選挙では自民党から出馬し、再選。自民党副幹事長を歴任。
2003年の総選挙では、
小宮山重四郎の娘・小宮山泰子（民主党）に惜敗するも比例北関東ブロックで復活当選した。
2005年の総選挙で4選。財務大臣政務官、法務大臣政務官、厚生労働副大臣（労働担当）、自民党副幹事長（2回）、衆議院内閣委員長を歴任。商店街を蘇らせる行動政策研究会、通称あきんど議連の会長も務めた。
2009年の第45回衆議院議員総選挙には公明党の推薦を受けて出馬するも、小選挙区で民主党の小宮山泰子に再び惨敗。比例代表出馬については、73歳未満と定めた自民党の党規に従い比例代表としての出馬はしておらず、小選挙区のみの出馬であった。
第45回衆議院議員総選挙の結果を機に、中央政界から引退を表明した。

## 人物
埼玉県川越市生まれ。7歳の時に太平洋戦争（大東亜戦争）で父を亡くし、4人兄弟の長男として祖父や母の手で育てられる。川越市立川越第一小学校、川越市立川越第一中学校、埼玉県立川越高等学校を経て、明治大学政治経済学部を卒業。
大学卒業後、実家の家業である地元の和菓子製造販売会社「なかじまや」（後に有限会社くらづくり本舗と改組改称、卒業当時の店舗数は1店舗）を経営する。
父母がクリスチャン（プロテスタント）で川越初雁教会と関係があるが、本人をはじめ一族としては天台宗で喜多院の檀徒である。
自民党の元埼玉県議会議員で衆議院議員の中野英幸は長男。

## 所属していた団体・議員連盟
- 神道政治連盟国会議員懇談会
- 日本会議国会議員懇談会
- 商店街を蘇らせる行動政策研究会（通称：あきんど議連）会長
- せんたく議員連盟
- 日韓議員連盟
- 北京オリンピックを支援する議員の会
- 再チャレンジ支援議員連盟